# Orthokohlensäure
Orthokohlensäure ist eine organische chemische Verbindung mit der Summenformel C(OH)4. Die Verbindung wurde 1922 von Ernst Wilke postuliert. Formal handelt es sich bei der Verbindung um den einfachsten vierwertigen Alkohol, der gemäß der Erlenmeyer-Regel instabil ist. Weitere formale Betrachtungsweisen wären das Ketal der Kohlensäure oder das Diketal des Kohlenstoffdioxids. Orthokohlensäure konnte erstmals 2025 im Labor unter extremen Bedingungen dargestellt werden.
Orthokohlensäure könnte im Kern von Gasplaneten und deren Monden, wo vielfach höhere Drücke als auf der Erde herrschen, vorkommen. Auch wenn die Substanz in freier Form unbeständig ist, so sind Orthokohlensäureester bekannt.